# Павловский, Юрий Николаевич
Ю́рий Никола́евич Павло́вский (9 августа 1937 — 21 января 2024) — советский и российский учёный-математик, член-корреспондент РАН, заведующий отделом Имитационных систем Вычислительного центра им. А. А. Дородницына РАН. Специалист в области компьютерной математики, теории управления, исследования операций, а также математического моделирования исторических процессов (совместно с историками разработал математическую модель экономической динамики древнегреческих полисов в период Пелопоннесской войны 431—404 гг. до н.э). Один из основоположников клиодинамики.

## Биография
- Ю. Н. Павловский окончил Московский физико-технический институт в 1960 году и поступил на работу в Вычислительный центр АН СССР (ныне ВЦ ФИЦ ИУ РАН), где работал до апреля 2019 г.
- В 1964 году — получил степень кандидата физико-математических наук, а в 1975 году — доктора физико-математических наук[1].
- В 1983 году присвоено звание профессора.
- 7 декабря 1991 года избран членом-корреспондентом РАН по секции математики, механики, информатики (специальность — информационные технологии).
- Умер в ночь на 21 января 2024 года[2]

## Награды
- Лауреат Премии Совета Министров СССР (1981)
- Лауреат премии имени Н. Винера (1992)

## Избранная библиография

### Книги и брошюры
- Гусейнова А. С., Павловский Ю. Н., Устинов В. А. Опыт имитационного моделирования исторического процесса. М.: Наука, 1984, 157 с.
- Павловский Ю. Н. Проблема декомпозиции в математическом моделировании. — М.: Фазис. 1998, — С. 272.
- Павловский Ю. Н. Курс лекций «Имитационные модели и системы». — М.: Фазис. 1998, — С. 122.
- Павловский Ю. Н. Имитационные модели и системы. — М.: Фазис: ВЦ РАН, 2000. — С. 134. — ISBN 5-7036-0062-6.
- ДИНАМО — язык математического моделирования : (Форм. описание) / Р. Н. Беркович, П. П. Корявов, Ю. Н. Павловский, Б. Г. Сушков; — Москва: ВЦ АН СССР, 1972. — 30 с.
- Математическая компонента профессионального образования политолога в бакалавриате: сборник программ математических дисциплин для направления 520900 — «Политология» / Ю. Н. Павловский, В. С. Самовол, А. И. Самыловский, Д. С. Шмерлинг ; М-во экономического развития и торговли Российской Федерации, М-во образования Российской Федерации, Гос. ун-т высш. шк. экономики. — Москва : ГУ ВШЭ, 2002. — 45 с. : табл.; 21 см.
- Павловский Ю. Н., Белотелов Н. В., Бродский Ю. И., Оленев Н. Н. Опыт имитационного моделирования при анализе социально-экономических явлений. М.: М3 Пресс, 2005, 136 с.
- Имитационное моделирование : учебное пособие для студентов высш. учеб. завед., … по спец-тям … «Прикладная математика и информатика» / Ю. Н. Павловский, Н. В. Белотелов, Ю. И. Бродский. — Москва : Академия, 2008. — 234, [1] с. : ил.; 22 см. — (Университетский учебник. Серия «Прикладная математика и информатика»).; ISBN 978-5-7695-3967-1
- Компьютерное моделирование демографических, миграционных, эколого-экономических процессов средствами распределенных вычислений / Н. В. Белотелов, Ю. И. Бродский, Ю. Н. Павловский; Российская акад. наук, Вычислительный центр им. А. А. Дородницына. — Москва : ВЦ РАН, 2008. — 122, [1] с. : ил., табл.; 21 см; ISBN 978-5-91601-008-4
- Сложность. Математическое моделирование. Гуманитарный анализ : исследование исторических, военных, социально-экономических и политических процессов / Н. В. Белотелов, Ю. И. Бродский, Ю. Н. Павловский; предисл. Г. Г. Малинецкого. — Москва : ЛИБРОКОМ, 2009. — 317, [1] с. : ил., табл.; 23 см. — (Синергетика : от прошлого к будущему).; ISBN 978-5-397-00659-0
- Компьютерное моделирование : учеб. пос. для студентов … по направлению … Прикладные математика и физика / Ю. Н. Павловский, Н. В. Белотелов, Ю. И. Бродский. — Москва : Физматкнига, 2014. — 303 с. : ил.; 21 см; ISBN 978-5-89155-247-0

### Статьи
- Евтушенко Ю. Г., Моисеев Н. Н., Павловский Ю. Н., Краснощёков П. С. Имитационные системы. // «Экономика и организация промышленного производства», № 6, 1975.
- Бродский Ю. И., Лебедев В. Ю., Огарышев В. Ф., Павловский Ю. Н., Савин Г. И. Общие проблемы моделирования сложных организационно-технических систем. // В кн. «Вопросы кибернетики» М.: АН СССР, 1990, с. 42-48.
- Павловский Ю. Н. Метод имитационных игр в проблемах геополитики, безопасности, межгосударственных отношений. // В кн. Материалы учредит. конф. Российского общества исследования операций. М.: ВЦ РАН. 1997. С. 44-56.
- Павловский Ю. Н. Математический и гуманитарный анализ механизма ядерного сдерживания. // Вестник РАН, т.70, 3, 2000
- Белотелов Н. В., Бродский Ю. И., Оленёв Н. Н., Павловский Ю. Н. Эколого-социально-экономическая модели: гуманитарный и информационный аспекты // Информационное общество. 2001, № 6. С. 43-51.